# Imaginations from the Other Side
Imaginations from the Other Side – płyta zespołu powermetalowego Blind Guardian z 1995 roku.
Uważana za najmroczniejszą i najcięższą płytę tego zespołu, a niekiedy także za najlepszy album tego zespołu. Teksty mają tematykę związaną z fantastyką, krucjatami, samotnością.

## Lista utworów
1. Imaginations from the Other Side – 7:18
2. I'm Alive – 5:29
3. A Past and Future Secret – 3:47
4. The Script for my Requiem – 6:08
5. Mordred's Song – 5:27
6. Born in a Mourning Hall – 5:12
7. Bright Eyes – 5:15
8. Another Holy War – 4:31
9. And the Story Ends – 5:59

Dodatkowe utwory na edycji remasterowanej z 2007 roku:
1. A Past and Future Secret (Demo)
2. Imaginations from the Other Side (Demo)
3. The Script for my Requiem (Demo)
4. Bright Eyes (teledysk)
5. Born in a Mourning Hall (teledysk)

## Twórcy
- Hansi Kürsch – wokal, bas
- André Olbrich – gitara
- Marcus Siepen – gitara
- Thomas "Thomen" Stauch – perkusja

- Andreas Marschall – projekt okładki.

## Single
- A Past and Future Secret (1995)

## Odwołania w liryce
- Imaginations from the Other Side – "Czarnoksiężnik z Krainy Oz", "Piotruś Pan", "Władca Pierścieni", "Alicja w Krainie Czarów", "Miecz w kamieniu", Corum".
- A Past and Future Secret – "The Once and Future King".
- Mordred's Song – "Mordred".
- Another Holy War – Krucjaty.